# Université Abdou-Moumouni
Pour les articles homonymes, voir Abdou, Moumouni et UAM.
L'université Abdou-Moumouni (Université de Niamey de 1973 à 1992), est un établissement public d'enseignement supérieur situé à Niamey, la capitale du Niger.

## Historique
Créé en 1971, le Centre d'enseignement supérieur de Niamey est devenu l'université de Niamey en 1973, et a pris le nom d'université Abdou-Moumouni en 1992.
Le nom actuel de l'université est un hommage à Abdou Moumouni Dioffo, professeur de physique, recteur de l'établissement entre 1979 et 1983. Parmi les autres personnalités associées à cette université, Bouli Ali Diallo y a été professeure de biologie et en a été également recteur entre 1999 et 2005, interpellant notamment le gouvernement sur les moyens alloués à cette institution.

## Organisation
L'UAM est composée de six facultés, de trois instituts de recherche, d'une école normale et de trois écoles doctorales :

### Recteurs

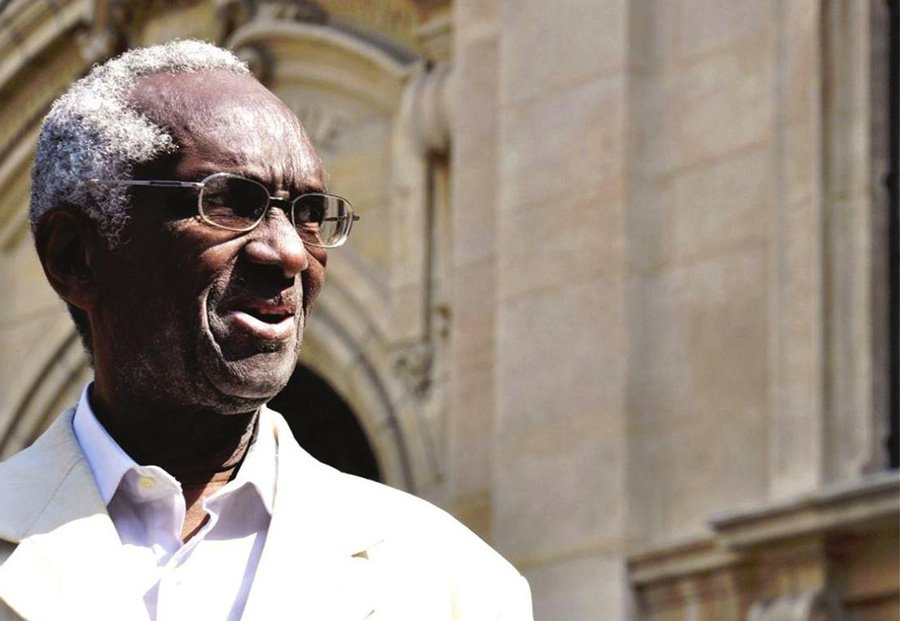
Boubacar Ba.
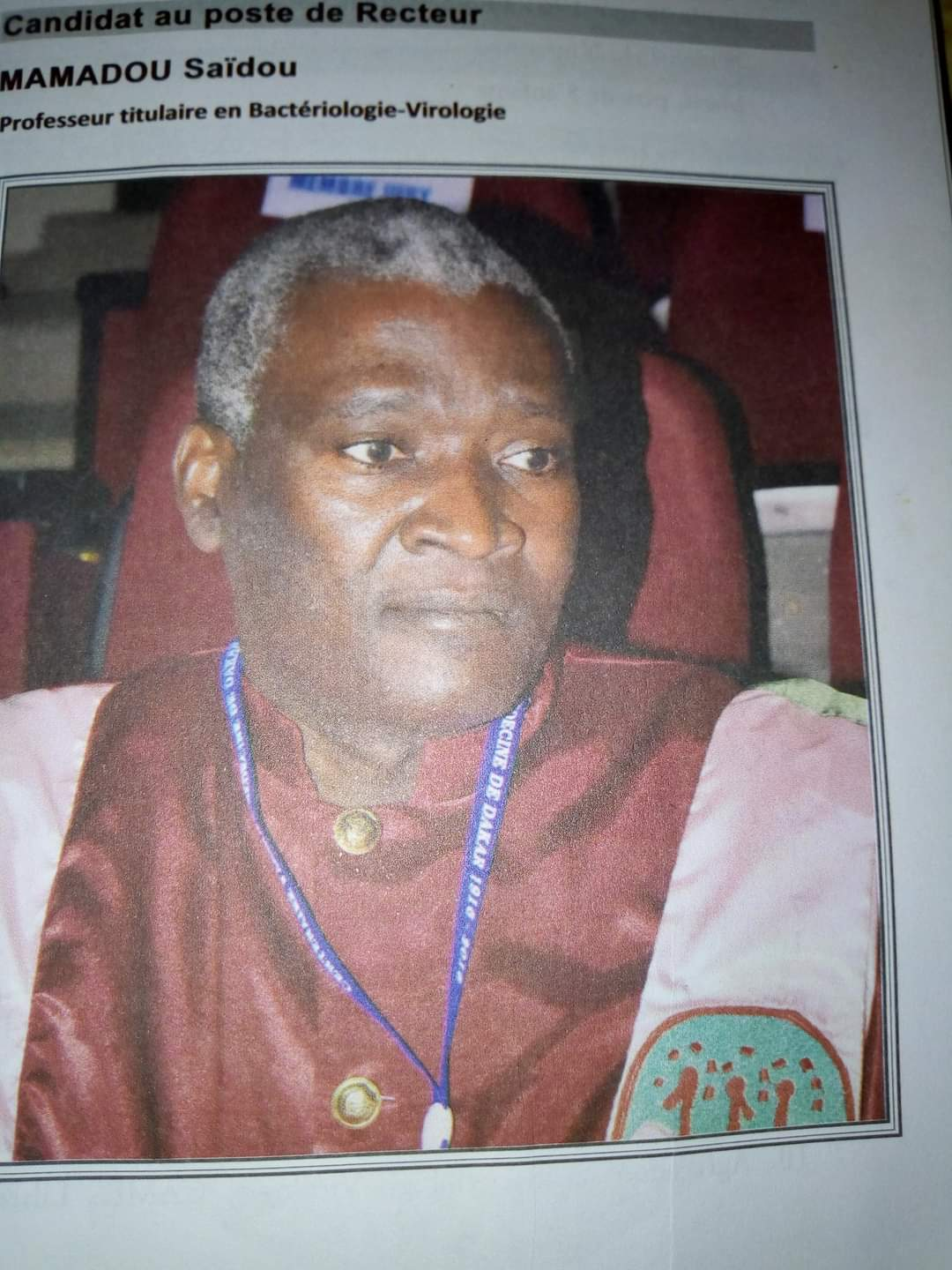
Saïdou Mamadou.

| N° d'ordre                            | Nom                                                          | Période                          |
| Université Abdou-Moumouni             | Université Abdou-Moumouni                                    | Université Abdou-Moumouni        |
| ------------------------------------- | ------------------------------------------------------------ | -------------------------------- |
| 9e                                    | Adamou Rabani                                                | septembre 2023                   |
| 8e                                    | Saïdou Mamadou                                               | 9 novembre 2017 - septembre 2023 |
| 7e                                    | Habibou Abarchi                                              | 2011 - 2017                      |
| 6e                                    | Bouli Ali Diallo                                             | 1999 - 2005                      |
| 5e                                    | Yénikoye Alhassane                                           | 1990 - 1999 Puis de 2005 - 2011  |
| 4e                                    | Hamidou Harouna Sidikou                                      | 1988 - 1990                      |
| 3e                                    | Abdou Hamani                                                 | 1982 - 1988                      |
| 2e                                    | Abdou Moumouni Dioffo (dont le nom fut donné à l'Université) | 1979 - 1982                      |
| 1re                                   | Boubacar Ba                                                  | 1973 - 1979                      |
| Centre d’enseignement supérieur (CES) |                                                              |                                  |
| 1er                                   | Boubacar Ba                                                  | 1971 - 1973                      |

- Pr Boubacar Ba.
- Pr Saïdou Mamadou.

### Liste des facultés
- Faculté des sciences & techniques (FAST) ;
- Faculté des lettres et sciences humaines (FLSH) ;
- Faculté d'agronomie (FA) ;
- Faculté des sciences économiques et de gestion (FSEG)[10] ;
- Faculté des sciences juridiques et politiques (FSJP)[10] ;
- Faculté des sciences de la santé (FSS).

### Instituts de recherche
- Institut de recherche en sciences humaines (IRSH) ;
- Institut de recherches pour l’enseignement des mathématiques (IREM) ;
- Institut des radio-isotopes (IRI).

### Écoles
- École normale supérieure (ENS) ;
- École doctorale  des Sciences de la Vie et de la Terre de l'université Abdou Moumouni (ED-SVT) ;
- École doctorale des Lettres, Arts, Sciences de l'Homme et de la Société de l'université Abdou Moumouni (ED-LASHS) ;
- École doctorale des Sciences Exactes et Techniques de l'université Abdou Moumouni (ED-SET).

### Services centraux
- Bibliothèque universitaire centrale (BUC) ;
- Direction de la FOAD et des TICEs ;
- Service central de la scolarité ;
- Direction de l'Informatique et des TICs ;
- Centre Didactique et de la Pédagogie Universitaire - CDPU ;
- Centre Incubateur ;
- Cellule Assurance Qualité.

## Relations internationales
Depuis sa création, l'UAM s'est efforcée de développer un réseau de coopération internationale avec des universités et des centres de recherche situés en Afrique, en Europe et en Amérique du Nord. Tous des diplômes proposés par l'UAM sont reconnus par le CAMES.

## Personnalités liées à l'université

### Professeurs
- Aïchatou Mindaoudou, (née en 1959), professeure de droit.
- Gerd Spittler (né en 1939), sociologue, ethnologue et Africaniste allemand.
- Zeinabou Mindaoudou Souley (née en 1964), physicienne .

### Étudiants
- Mariama Cissé, juge.
- Aminatou Gaoh, diplomate.